# 12174 van het Reve
12174 van het Reve è un asteroide della fascia principale. Scoperto nel 1977, presenta un'orbita caratterizzata da un semiasse maggiore pari a 2,6801908 UA e da un'eccentricità di 0,1101254, inclinata di 12,95818° rispetto all'eclittica.